# Список глав Судана
Список глав Судана включает лиц, являвшихся главой государства Судана со времени провозглашения 1 января 1956 года независимости Республики Судан, пришедшей на смену англо-египетскому кондоминиуму над территориями современных Судана и Южного Судана.
С 2019 года коллективным главой государства Судана (араб. السودان‎, официально — Республика Судан, араб. جمهورية السودان‎) является Переходный суверенный совет (араб. لمجلس السيادة الإنتقالي‎), состоящий из 5 (максимально, из 14) представителей трёх организаций, подписавших между собой в 2019 и 2020 годах мирные соглашения: Переходного военного совета (распущен после формирования Суверенного совета в 2019 году), захватившего власть в стране в результате вооружённого переворота, и коалиций гражданских (Силы за свободу и перемены) и повстанческих (Революционный фронт) организаций, изначально сформированных в оппозиции к свергнутому президенту Судана Омару аль-Баширу, но после переворота продолжавших противостоять Военному совету.
Использованная в первом столбце таблиц нумерация является условной; также условным является использование в первом столбце цветовой заливки (и её отсутствие для коллективного многопартийного главы государства), служащей для упрощения восприятия принадлежности лиц к различным политическим силам без необходимости обращения к столбцу, отражающему партийную принадлежность. Наряду с партийной принадлежностью, в столбце «Партия» также отражён беспартийный статус персоналий. В столбце «Выборы» отражены состоявшиеся выборные процедуры или иные основания получения полномочий. Для удобства список разделён на принятые в историографии периоды истории страны. Приведённые в преамбулах к каждому из разделов описания этих периодов призваны пояснить особенности её политической жизни.

## Республика Судан (1956—1969)
В 1898 году над территорией Судана была установлена власть Великобритании и Египта. 19 января 1899 года в Каире подписано Англо-Египетское соглашение о совместном управлении Суданом. В 1910 году создан Исполнительный совет — консультационный и законодательный орган власти в стране. В 1924 году Великобритания фактически установила исключительную власть над кондоминиумом. В 1948 году в Англо-Египетском Судане состоялись выборы в Законодательное собрание, представляющее все регионы страны и призванное заменить Исполнительный совет.
15 октября 1951 года египетский парламент денонсировал соглашение 1899 года, провозгласив главу государства Королём Египта и Судана. Однако в июле 1952 года в Каире вспыхнула анти-монархическая революция; власть в стране перешла к Совету революционного командования, признававшему право Судана на самопределение. В феврале 1953 года подписано новое соглашение между Египтом и Великобританией, согласно которому в Судане устанавливался трёхлетний переходный период, в ходе которого должны были выведены из страны англо-египетские войска, пройти парламентские выборы и сформировано переходное правительство, а после этого периода — пройти всенародное голосование о будущем статусе Судана. 19 декабря 1955 года Законодательное собрание подписало Декларацию независимости, которая вступила в силу 1 января 1956 года.
После провозглашения независимости Республики Судан (араб. جمهورية السودان‎) 1 января 1956 года коллективным главой государства стал Суверенный совет (араб. مجلس السيادة‎; также известный как Верховная комиссия), состоящий из пяти равноправных членов. 17 ноября 1958 года в стране произошёл вооружённый переворот, организованный Ибрахимом Аббудом, возглавившим Верховный совет Вооружённых сил (ВСВС). Одним из первых действий нового руководителя Судана было создание комиссии для разработки проекта постоянной Конституции. В 1963 году насильственное нивелирование главой государства религиозных и культурных различий страны привело к возобновлению боевых действий с повстанцами автономного Южного Судана, ведшими с 1955 года с суданским правительством гражданскую войну. В 1964 году в связи с ограничением и ликвидацией гражданских свобод в стране начались студенческие акции протеста, переросшие во всеобщую забастовку, положившую начало Октябрьской «революции». 26 октября Аббуд распустил правительство и ВСВС, назначив себя главой государства (араб. رأس الدولة‎). Однако спустя три недели после роспуска ВСВС, 15 ноября, Аббуд ушёл в отставку. Исполняющим обязанности главы государства до декабря ex officio являлся глава правительства Сирр аль-Хатим аль-Халифа.
5 декабря 1964 года коллективным главой государства вновь стал Суверенный совет с новым составом. Один из пяти членов Совета избирался его председателем сроком на один календарный месяц в порядке ротации. 10 июня 1965 года был избран третий состав, также состоявший из пяти членов. 12 июня Исмаил аль-Азхари избран председателем Совета сроком на один месяц. После внесённых 6 июля Конституционным собранием поправок в основной закон, предусматривающих руководителя Суверенного совета единоличным главой государства, 8 июля аль-Азхари избран постоянным председателем Совета. 25 мая 1969 года в стране произошёл новый вооружённый переворот; власть в Судане захватил Совет революционного командования, распустивший Суверенный совет и правительство и провозгласивший страну демократической республикой.
|          | Портрет         | Имя (годы жизни)                                                   | Полномочия     | Полномочия                         | Партия                          | Наименование должности                                                               | Пр.                    |
| Начало   | Портрет         | Имя (годы жизни)                                                   | Окончание      |                                    | Партия                          | Наименование должности                                                               | Пр.                    |
| -------- | --------------- | ------------------------------------------------------------------ | -------------- | ---------------------------------- | ------------------------------- | ------------------------------------------------------------------------------------ | ---------------------- |
| 1        |                 |                                                                    | 1 января 1956  | 17 ноября 1958                     | Суверенный совет (I)            | Суверенный совет (I)                                                                 | Суверенный совет (I)   |
| 2 (I—II) |                 | Ибрахим Аббуд (1900—1983) араб. إبراهيم عبود‎                       | 17 ноября 1958 | 26 октября 1964                    | военный                         | Председатель Верховного Совета Вооружённых сил араб. رئيس مجلس الأعلى للقوات المسلحة‎ | [ 8 ]                  |
| 2 (I—II) | 26 октября 1964 | Ибрахим Аббуд (1900—1983) араб. إبراهيم عبود‎                       | 15 ноября 1964 | Глава государства араб. رأس الدولة‎ | военный                         |                                                                                      | [ 8 ]                  |
| и. о.    |                 | Сирр аль-Хатим аль-Халифа (1919—2006) араб. سر الختم الخليفة الحسن‎ | 15 ноября 1964 | 5 декабря 1964                     | беспартийный                    | Председатель Совета министров араб. رئيس مجلس الوزراء‎                                | [ 9 ]                  |
| 3        |                 |                                                                    | 5 декабря 1964 | 10 июня 1965                       | Суверенный совет (II)           | Суверенный совет (II)                                                                | Суверенный совет (II)  |
| 4        |                 |                                                                    | 10 июня 1965   | 8 июля 1965                        | Суверенный совет (III)          | Суверенный совет (III)                                                               | Суверенный совет (III) |
| 5 (I—II) |                 | Исмаил аль-Азхари (1900—1969) араб. إسماعيل الأزهري‎                | 8 июля 1965    | 27 мая 1968                        | Национально-юнионистская партия | Председатель Суверенного совета араб. رئيس مجلس السيادة‎                              | [ 10 ]                 |
| 5 (I—II) | 27 мая 1968     | Исмаил аль-Азхари (1900—1969) араб. إسماعيل الأزهري‎                | 25 мая 1969    |                                    | Национально-юнионистская партия | Председатель Суверенного совета араб. رئيس مجلس السيادة‎                              | [ 10 ]                 |

## Демократическая Республика Судан (1969—1985)
25 мая 1969 года в стране произошёл вооружённый переворот, совершённый Советом революционного командования (СРК), ставшим высшим органом государственной власти в стране. СРК, состоящий из десяти человек под председательством полковника Джафара Нимейри, распустил Суверенный совет и правительство и провозгласил страну Демократической Республикой Судан (араб. جمهورية السودان الديمقراطية‎), ориентированной на «суданский социализм». Действие Переходной конституции, разработанной ещё при Ибрахиме Аббуде, было приостановлено; упразднены все органы государственного управления, существовавшие до переворота; запрещены политические партии правого толка. С 1971 года, с созданием партии Суданский социалистический союз, в стране сложилась однопартийная система. 19 июля 1971 года члены-коммунисты СРК предприняли попытку сместить Нимейри с поста председателя. После провала переворота, Нимейри казнил непосредственных организаторов и участников переворота, а также репрессировал некоторых членов Суданской коммунистической партии, обвинив их в связи с заговорщиками. В августе была принята Временная конституция, закрепляющая президентскую форму правления. Президент Республики (араб. رئيس الجمهورية‎) избирался сроком на 6 лет путём прямого голосования. В октябре президентом стал Нимейри.
В феврале 1972 года между суданским правительством и южно-суданскими повстанцами подписано Аддис-Абебское соглашение о предоставлении южным регионам Судана статуса автономии, завершившее гражданскую войну. В том же году для разработки постоянной Конституции создано Конституционное собрание. Новый Основной закон был принят в 1973 году. Он также закреплял президентскую форму правления, а высшим законодательным органом власти сделал Народное собрание. В начале 1980-х годов стали обостряться отношения между центральной властью и Южным Суданом из-за решения Нимейри в сентябре 1983 года о введении в действие на всей территории страны, включая христианский Южный Судан, законов шариата. В том же году в стране началась административная реформа, предусматрившая раздел южной автономии на три отдельные провинции. Целью этой реформы стало желание вывести регионы, богатые запасами нефти, из-под подчинения Южному Судану. Эти действия привели ко второй гражданской войне с Югом. В апреле 1985 года в Хартуме началась всеобщая забастовка. 6 апреля группой офицеров во главе с Абдель Рахманом Сиваром ад-Дагабом совершён вооружённый переворот, свергнувший режим Нимейри. 9 апреля для управления страной создан Переходный военный совет под председательством ад-Дагаба. В декабре стране возвращено прежнее название — «Республика Судан».
Курсивом и серым цветом выделены даты начала и окончания полномочий Хашима аль-Аты, временно замещавшего Бабикера аль-Нура Османа, находившегося за границей.
|          | Портрет         | Имя (годы жизни)                                                                             | Полномочия      | Полномочия                      | Партия  | Выборы                                                                       | Наименование должности                                                                  | Пр.    |
| Начало   | Портрет         | Имя (годы жизни)                                                                             | Окончание       |                                 | Партия  | Выборы                                                                       | Наименование должности                                                                  | Пр.    |
| -------- | --------------- | -------------------------------------------------------------------------------------------- | --------------- | ------------------------------- | ------- | ---------------------------------------------------------------------------- | --------------------------------------------------------------------------------------- | ------ |
| 6 (I)    |                 | Джафар Мухаммед Нимейри (1930—2009) араб. جعفر محمد النميري‎                                  | 25 мая 1969     | 19 июля 1971                    | военный | [ комм. 4 ]                                                                  | Председатель Совета революционного командования араб. رئيس مجلس قيادة الثورة‎            | [ 11 ] |
| 7        |                 | Бабикер аль-Нур Осман (1935—1971) араб. بابكر النور عثمان‎                                    | 19 июля 1971    | 22 июля 1971                    | военный | [ комм. 5 ]                                                                  | Председатель Совета революционного командования араб. رئيس مجلس قيادة الثورة‎            | [ 12 ] |
| и. о.    |                 | Хашим аль-Ата (1936—1971) араб. هاشم العطاء‎                                                  | 19 июля 1971    | 22 июля 1971                    | военный | [ комм. 6 ]                                                                  | Вице-председатель Совета революционного командования араб. نائب رئيس مجلس قيادة الثورة‎  | [ 12 ] |
| 6 (II—V) |                 | Джафар Мухаммед Нимейри (1930—2009) араб. جعفر محمد النميري‎                                  | 22 июля 1971    | 12 октября 1971                 | военный | [ комм. 7 ]                                                                  | Председатель Совета революционного командования араб. رئيس مجلس قيادة الثورة‎            | [ 11 ] |
|          | 12 октября 1971 | Джафар Мухаммед Нимейри (1930—2009) араб. جعفر محمد النميري‎                                  | 6 апреля 1985   | Суданский социалистический союз | 1971    | Президент Республики араб. رئيس الجمهورية‎                                    |                                                                                         | [ 11 ] |
| 1977     | 12 октября 1971 | Джафар Мухаммед Нимейри (1930—2009) араб. جعفر محمد النميري‎                                  | 6 апреля 1985   | Суданский социалистический союз |         | Президент Республики араб. رئيس الجمهورية‎                                    |                                                                                         | [ 11 ] |
| 1983     | 12 октября 1971 | Джафар Мухаммед Нимейри (1930—2009) араб. جعفر محمد النميري‎                                  | 6 апреля 1985   | Суданский социалистический союз |         | Президент Республики араб. رئيس الجمهورية‎                                    |                                                                                         | [ 11 ] |
| 8 (I—II) |                 | Абдель Рахман Мухаммед Хасан Сивар ад-Дагаб (1934—2018) араб. عبد الرحمن محمد حسن سوار الذهب‎ | 6 апреля 1985   | 9 апреля 1985                   | военный | [ комм. 10 ]                                                                 | Главнокомандующий Народными вооружёнными силами араб. القائد العام للقوات الشعب المسلحة‎ | [ 12 ] |
| 8 (I—II) | 9 апреля 1985   | Абдель Рахман Мухаммед Хасан Сивар ад-Дагаб (1934—2018) араб. عبد الرحمن محمد حسن سوار الذهب‎ | 15 декабря 1985 | [ комм. 11 ]                    | военный | Председатель Переходного военного совета араб. رئيس المجلس العسكري الانتقالي‎ |                                                                                         | [ 12 ] |

## Республика Судан (с 1985)
6 апреля 1985 года группой офицеров во главе с Абдель Рахманом Сиваром ад-Дагабом совершён вооружённый переворот, свергнувший режим Нимейри. 9 апреля для управления страной создан Переходный военный совет (ПВС), состоящий из 15 членов под председательством ад-Дагаба. ПВС приостановил действие Конституции, распустил правительство, Законодательное собрание и отдельные собрания провинций. В декабре стране возвращено прежнее название — Республика Судан (араб. جمهورية السودان‎). В апреле 1986 года состоялись выборы в Законодательное собрание, после которых ад-Дагаб мирным путём передал власть председателю Государственного совета (араб. رئيس مجلس رأس الدولة‎) Ахмеду Али аль-Миргани. Спустя три года, 30 июня 1989 года в Судане произошёл новый государственный переворот. Власть перешла к Совету командования революцией национального спасения (СКРНС), состоящему из 15 офицеров во главе с Омаром аль-Баширом. СКРНС приостановил действие Временной конституции, принятой после переворота в 1985 году; распустил парламент; упразднил должность премьер-министра, арестовав всех членов правительства; запретил все политические партии. В феврале 1992 года декретом СКРНС был создан переходный парламент, а в декабре 1985 года — постоянное Национальное собрание. В октябре 1993 года СКРНС назначил аль-Башира президентом Судана и объявил о самороспуске. В июне 1998 года принята новая Конституция, восстановившая в стране многопартийную систему. В 1996 и 2000 годах прошли президентские выборы, на которых был переизбран аль-Башир. В 2005 году между центральным правительством и Югом был подписан мирный договор, завершивший гражданскую войну. Однако после гибели лидера южан в авиакатастрофе ситуация на юге вновь обострилась. В январе в стране устанавливался шестилетний переходный период, в июле была принята Временная конституция Судана. В январе 2011 года в южных провинциях прошёл всенародный референдум о будущем статусе автономного региона. По итогам референдума (99 % проголосовавших поддержали сецессию страны) в июле Южный Судан был провозглашён независимым государством. В апреле 2015 года на выборах аль-Башир был переизбран президентом.
В конце 2018 года против аль-Башира в стране вспыхнули массовые протесты. 11 апреля 2019 года произошёл вооружённый переворот в ходе которого президент был свергнут, а власть перешла к Переходному военному совету во главе с Ахмедом Авадом ибн Ауфом. Военный совет распустил парламент и правительство, приостановил действие Временной конституции 2005 года. После продолжавшихся протестов ибн Ауф ушёл в отставку, назначив своим преемником Абдель Фаттаха аль-Бурхана. В июле началась разработка Конституционной декларации, фактически заменявшей прежний Основной закон. 17 августа Декларация была подписана лидерами Военного совета и оппозиционной коалиции гражданских организаций Силы за свободу и перемены. Согласно этому документу, стороны создавали Суверенный совет (араб. مجلس السيادة‎) — высший орган государственной власти, являвшийся коллективным главой государства, состоящий из 11 человек: пять членов представляли распущенный военный совет, пять — представляли Силы за свободу и перемены и должны были являться гражданскими лицами, один — избирался по обоюдному согласию сторон и также являлся гражданским. В стране устанавливался переходный период продолжительностью 39 месяцев (до декабря 2022 года), из которых первые 21 месяц в Совете председательствовал представитель Военного совета, а оставшиеся 18 — гражданское лицо. В августе 2020 года между переходным правительством Судана и повстанческой группировкой Революционный фронт было подписано мирное соглашение о прекращении боевых действий в Дарфуре и Южном Кордофане. Согласно условиям соглашения, подписавшие его фракции Ревфронта будут иметь три места в Суверенном совете, пять в правительстве и четверть в Переходном Законодательном совете (парламенте).
К октябрю 2021 года Суверенный совет состоял из 14 членов — одно место Сил за свободу и перемены оставалось вакантным. 25 октября Абдель Фаттах аль-Бурхан, возглавлявший Совет 26 месяцев, вместо положенных 21-го, организовал переворот, распустил Совет, арестовав некоторых его членов, и правительство и взял на себя полномочия главы государства. Через две недели, 11 ноября, аль-Бурхан сформировал и возглавил новый Суверенный совет — Переходный (араб. لمجلس السيادة الإنتقالي‎). Совет также состоял из 14 членов, однако одно место Сил за свободу и перемены оставалось вакантным с 12 мая, а остальные четыре заняли новые члены, ушедшие в отставку в июле 2022 года. 5 декабря 2022 года аль-Бурхан и лидеры ряда политических сил страны подписали рамочное соглашение. Согласно итоговому соглашению, в стране должны были установиться двухлетний переходный период, закончившийся всеобщими выборами; разработана новая Конституция; передана власть переходному правительству, состоящему только из гражданских лиц; распуститься Переходный суверенный совет. Подписание данного соглашения было запланировано на 6 апреля 2023 года. Однако в запланированный день подписание было перенесено на неопределённый срок. Причиной переноса стала необходимость согласовать интеграцию Сил быстрого реагирования (СБР) в состав Вооружённых сил (ВС). Между лидерами СБР и ВС начались разногласия по поводу будущей структуры безопасности и принципов формирования (в частности о том, кто должен возглавить Вооружённые силы — профессиональный военный или гражданское лицо). 15 апреля СБР предприняли атаки на многочисленные базы суданской армии ВС по всей стране, в том числе в Хартуме.
|                 | Портрет         | Имя (годы жизни)                                                                             | Полномочия      | Полномочия                   | Партия                             | Выборы                                    | Наименование должности                                                                                       | Пр.                              |
| Начало          | Портрет         | Имя (годы жизни)                                                                             | Окончание       |                              | Партия                             | Выборы                                    | Наименование должности                                                                                       | Пр.                              |
| --------------- | --------------- | -------------------------------------------------------------------------------------------- | --------------- | ---------------------------- | ---------------------------------- | ----------------------------------------- | --- | -------------------------------- |
| 8 (II)          |                 | Абдель Рахман Мухаммед Хасан Сивар ад-Дагаб (1934—2018) араб. عبد الرحمن محمد حسن سوار الذهب‎ | 15 декабря 1985 | 6 мая 1986                   | военный                            | [ комм. 12 ]                              | Председатель Переходного военного совета араб. رئيس المجلس العسكري الانتقالي‎                                 | [ 12 ]                           |
| 9               |                 | Ахмед Али аль-Миргани (1941—2008) араб. أحمد علي الميرغنى‎                                    | 6 мая 1986      | 30 июня 1989                 | Юнионистско-демократическая партия | [ комм. 14 ]                              | Председатель Государственного совета араб. رئيس مجلس رأس الدولة‎                                              | [ 19 ]                           |
| 10 (I—VI)       |                 | Омар Хасан Ахмед аль-Башир (1944—) араб. عمر حسن أحمد البشير‎                                 | 30 июня 1989    | 16 октября 1993              | военный                            | [ комм. 15 ]                              | Председатель Совета командования революцией национального спасения араб. رئیس مجلس قيادة ثورة الانقاذ الوطنى‎ | [ 20 ]                           |
| 10 (I—VI)       | 16 октября 1993 | Омар Хасан Ахмед аль-Башир (1944—) араб. عمر حسن أحمد البشير‎                                 | 23 марта 1996   | [ комм. 16 ]                 | военный                            | Президент Республики араб. رئيس الجمهورية‎ | | [ 20 ]                           |
|                 | 23 марта 1996   | Омар Хасан Ахмед аль-Башир (1944—) араб. عمر حسن أحمد البشير‎                                 | 13 февраля 2001 | Национальный конгресс Судана | 1996                               | Президент Республики араб. رئيس الجمهورية‎ | | [ 20 ]                           |
| 13 февраля 2001 | 27 мая 2010     | Омар Хасан Ахмед аль-Башир (1944—) араб. عمر حسن أحمد البشير‎                                 | 2000            | Национальный конгресс Судана |                                    | Президент Республики араб. رئيس الجمهورية‎ | | [ 20 ]                           |
| 27 мая 2010     | 2 июня 2015     | Омар Хасан Ахмед аль-Башир (1944—) араб. عمر حسن أحمد البشير‎                                 | 2010            | Национальный конгресс Судана |                                    | Президент Республики араб. رئيس الجمهورية‎ | | [ 20 ]                           |
| 2 июня 2015     | 11 апреля 2019  | Омар Хасан Ахмед аль-Башир (1944—) араб. عمر حسن أحمد البشير‎                                 | 2015            | Национальный конгресс Судана |                                    | Президент Республики араб. رئيس الجمهورية‎ | | [ 20 ]                           |
| 11              |                 | Ахмед Авад ибн Ауф (1954—) араб. أحمد عوض بن عوف‎                                             | 11 апреля 2019  | 12 апреля 2019               | военный                            | [ комм. 11 ]                              | Председатель Переходного военного совета араб. رئيس المجلس العسكري الانتقالي‎                                 | [ 21 ]                           |
| 12 (I)          |                 | Абдель Фаттах аль-Бурхан Абдуррахман (1960—) араб. عبد الفتاح البرهان عبد الرحمن‎             | 12 апреля 2019  | 20 августа 2019              | военный                            | [ комм. 19 ]                              | Председатель Переходного военного совета араб. رئيس المجلس العسكري الانتقالي‎                                 | [ 14 ]                           |
| 13              |                 |                                                                                              | 20 августа 2019 | 25 октября 2021              | Суверенный совет (V)               | Суверенный совет (V)                      | Суверенный совет (V)                                                                                         | Суверенный совет (V)             |
| 12 (II)         |                 | Абдель Фаттах аль-Бурхан Абдуррахман (1960—) араб. عبد الفتاح البرهان عبد الرحمن‎             | 25 октября 2021 | 11 ноября 2021               | военный                            | [ комм. 20 ]                              | Главнокомандующий Вооружёнными силами араб. القائد العام للقوات المسلحة‎                                      | [ 14 ]                           |
| 14              |                 |                                                                                              | 11 ноября 2021  | действующий                  | Переходный суверенный совет (VI)   | Переходный суверенный совет (VI)          | Переходный суверенный совет (VI)                                                                             | Переходный суверенный совет (VI) |

## Суверенные советы

### Первый совет (1956—1958)
|        | Портрет | Имя (годы жизни)                                                             | Полномочия    | Полномочия     | Партия                          | Пр.           |
| Начало | Портрет | Имя (годы жизни)                                                             | Окончание     |                | Партия                          | Пр.           |
| ------ | ------- | ---------------------------------------------------------------------------- | ------------- | -------------- | ------------------------------- | ------------- |
|        |         | Абдель Фаттах Мухаммед аль-Магриби (1903—1985) араб. عبد الفتاح محمد المغربي‎ | 1 января 1956 | 17 ноября 1958 | беспартийный                    | [ 22 ] [ 23 ] |
|        |         | Дардири Мухаммад Осман (1896—1977) араб. الدرديري محمد عثمان‎                 | 1 января 1956 | 17 ноября 1958 | беспартийный                    | [ 22 ] [ 23 ] |
|        |         | Ахмед Мухаммед Ясин (1913—2008) араб. أحمد محمد يس‎                           | 1 января 1956 | 17 ноября 1958 | Национально-юнионистская партия | [ 22 ] [ 23 ] |
|        |         | Ахмед Мухаммед Салех (1898—1973) араб. أحمد محمد صالح‎                        | 1 января 1956 | 17 ноября 1958 | беспартийный                    | [ 22 ] [ 23 ] |
|        |         | Серсио Иро Вани (1919—1985) араб. سرسيو إيرو واني‎                            | 1 января 1956 | 17 ноября 1958 | беспартийный                    | [ 22 ] [ 23 ] |

### Второй совет (1964—1965)
|             | Портрет      | Имя (годы жизни)                                                                       | Членство       | Членство     | Председательство | Председательство | Партия                                | Пр.          |
| Начало      | Портрет      | Имя (годы жизни)                                                                       | Окончание      | Начало       | Окончание        |                  | Партия                                | Пр.          |
| ----------- | ------------ | -------------------------------------------------------------------------------------- | -------------- | ------------ | ---------------- | ---------------- | ------------------------------------- | ------------ |
|             |              | Абдель Халим Мухаммед (1910—2009) араб. عبد الحليم محمد‎                                | 5 декабря 1964 | 10 июня 1965 | 1 апреля 1965    | 30 апреля 1965   | Национальная партия Умма              | [ 6 ] [ 24 ] |
|             |              | Тиджани аль-Махи (1911—1970) араб. التجاني الماحي‎                                      | 5 декабря 1964 | 10 июня 1965 | 1 февраля 1965   | 28 февраля 1965  | Национально-юнионистская партия       | [ 6 ] [ 24 ] |
|             |              | Мубарак аль-Фадиль Шаддад (1915—?) араб. مبارك الفاضل شداد‎                             | 5 декабря 1964 | 10 июня 1965 | 1 января 1965    | 31 января 1965   | беспартийный                          | [ 6 ] [ 24 ] |
| 1 июня 1965 | 10 июня 1965 | Мубарак аль-Фадиль Шаддад (1915—?) араб. مبارك الفاضل شداد‎                             | 5 декабря 1964 | 10 июня 1965 |                  |                  | беспартийный                          | [ 6 ] [ 24 ] |
|             |              | Ибрагим Юсуф Сулейман (1908—1982) араб. إبراهيم يوسف سليمان‎                            | 5 декабря 1964 | 10 июня 1965 | 6 декабря 1964   | 31 декабря 1964  | Народно-демократическая партия Судана | [ 6 ] [ 24 ] |
| 1 мая 1965  | 31 мая 1965  | Ибрагим Юсуф Сулейман (1908—1982) араб. إبراهيم يوسف سليمان‎                            | 5 декабря 1964 | 10 июня 1965 |                  |                  | Народно-демократическая партия Судана | [ 6 ] [ 24 ] |
|             |              | Луиджи Адвок Бонг Гикомео (1929—2010) англ. Luigi Adwok Bong Gicomeho араб. لويجي أدوك‎ | 6 декабря 1964 | 10 июня 1965 | 1 марта 1965     | 31 марта 1965    | Южный фронт                           | [ 6 ] [ 24 ] |

### Третий совет (1965—1968)
|        | Портрет | Имя (годы жизни)                                                                       | Полномочия   | Полномочия    | Партия                          | Пр.          |
| Начало | Портрет | Имя (годы жизни)                                                                       | Окончание    |               | Партия                          | Пр.          |
| ------ | ------- | -------------------------------------------------------------------------------------- | ------------ | ------------- | ------------------------------- | ------------ |
|        |         | Абдулла аль-Фадиль аль-Махди (1892—1966) араб. عبد الله الفاضل المهدي‎                  | 10 июня 1965 | 18 мая 1966   | Национальная партия Умма        | [ 6 ] [ 25 ] |
|        |         | Луиджи Адвок Бонг Гикомео (1929—2010) англ. Luigi Adwok Bong Gicomeho араб. لويجي أدوك‎ | 10 июня 1965 | 14 июня 1965  | Южный фронт                     | [ 6 ] [ 25 ] |
|        |         | Абдель Халим Мухаммед (1910—2009) араб. عبد الحليم محمد‎                                | 10 июня 1965 | 1 ноября 1965 | Национальная партия Умма        | [ 6 ] [ 25 ] |
|        |         | Исмаил аль-Азхари (1900—1969) араб. إسماعيل الأزهري‎                                    | 10 июня 1965 | 27 мая 1968   | Национально-юнионистская партия | [ 6 ] [ 25 ] |
|        |         | Хадер Хамад (1908—1970) араб. خضر حمد‎                                                  | 10 июня 1965 | 27 мая 1968   | Национально-юнионистская партия | [ 6 ] [ 25 ] |
|        |         | Филемон Майок (1905—1982) араб. فيلمون ماجوك‎                                           | 5 июля 1965  | 27 мая 1968   | Национально-юнионистская партия | [ 6 ] [ 25 ] |

### Пятый совет (2019—2021)
|        | Портрет | Имя (годы жизни)                                                                 | Полномочия      | Полномочия      | Партия                                                      | Представительство сторон соглашений 2019 и 2020 годов | Пр.    |
| Начало | Портрет | Имя (годы жизни)                                                                 | Окончание       |                 | Партия                                                      | Представительство сторон соглашений 2019 и 2020 годов | Пр.    |
| ------ | ------- | -------------------------------------------------------------------------------- | --------------- | --------------- | ----------------------------------------------------------- | ----------------------------------------------------- | ------ |
|        |         | Абдель Фаттах аль-Бурхан Абдуррахман (1960—) араб. عبد الفتاح البرهان عبد الرحمن‎ | 20 августа 2019 | 25 октября 2021 | военный                                                     | Переходный военный совет                              | [ 26 ] |
|        |         | Мухаммед Хамдан Дагло (1975—) араб. محمد حمدان دقلو‎                              | 20 августа 2019 | 25 октября 2021 | военный                                                     | Переходный военный совет                              | [ 26 ] |
|        |         | Яссер Абдуррахман Хасан аль-Ата (?—) араб. ياسر عبد الرحمن حسن العطا‎             | 20 августа 2019 | 25 октября 2021 | военный                                                     | Переходный военный совет                              | [ 26 ] |
|        |         | Шамс аль-Дин Кабаши (1961—) араб. شمس الدين كباشي‎                                | 20 августа 2019 | 25 октября 2021 | военный                                                     | Переходный военный совет                              | [ 26 ] |
|        |         | Ибрагим Джабир Карим (?—) араб. إبراهيم جابر كريم‎                                | 20 августа 2019 | 25 октября 2021 | военный                                                     | Переходный военный совет                              | [ 26 ] |
|        |         | Аиша Муса аль-Саид (1940—) араб. عائشة موسى السعيد‎                               | 20 августа 2019 | 12 мая 2021     | Силы за свободу и перемены                                  | Силы за свободу и перемены                            | [ 26 ] |
|        |         | Сиддик Тауэр Кафи (1959—) араб. الصديق تاور كافي‎                                 | 20 августа 2019 | 25 октября 2021 | Суданская партия Баас                                       | Силы за свободу и перемены                            | [ 26 ] |
|        |         | Мухаммед аль-Факи Сулейман (1979—) араб. محمد الفكي سليمان‎                       | 20 августа 2019 | 25 октября 2021 | Юнионистское объединение                                    | Силы за свободу и перемены                            | [ 26 ] |
|        |         | Хассан Мухаммед Идрис (?—) араб. حسن محمد إدريس‎                                  | 20 августа 2019 | 25 октября 2021 | Национальная партия Умма                                    | Силы за свободу и перемены                            | [ 26 ] |
|        |         | Мухаммед Хассан Осман ат-Таиша (1973—) араб. محمد حسن عثمان التعايشي‎             | 20 августа 2019 | 25 октября 2021 | Силы за свободу и перемены                                  | Силы за свободу и перемены                            | [ 26 ] |
|        |         | Раджа Никола Иса Абдель Масих (1957—) араб. رجاء نيقولا عيسى عبد المسيح‎          | 20 августа 2019 | 25 октября 2021 | беспартийная                                                | Переходный военный совет / Силы за свободу и перемены | [ 26 ] |
|        |         | Малик Агар (?—) араб. مالك عقار‎                                                  | 8 марта 2021    | 25 октября 2021 | Народно-освободительное движение Судана — Север (Агар)      | Революционный фронт                                   | [ 15 ] |
|        |         | Аль-Хади Идрис Яхья (?—) араб. الهادي أدريس يحيى‎                                 | 8 марта 2021    | 25 октября 2021 | Освободительное движение Судана — Переходный совет          | Революционный фронт                                   | [ 15 ] |
|        |         | Аль-Тахер Абу Бакр Хаджар (?—) араб. الطاهر أبو بكر حجر‎                          | 8 марта 2021    | 25 октября 2021 | Освободительное движение Судана за справедливость — Карбино | Революционный фронт                                   | [ 15 ] |

### Шестой совет (с 2021)
|        | Портрет | Имя (годы жизни)                                                                 | Полномочия     | Полномочия      | Партия                                                      | Представительство сторон соглашений 2019 и 2020 годов | Пр.    |
| Начало | Портрет | Имя (годы жизни)                                                                 | Окончание      |                 | Партия                                                      | Представительство сторон соглашений 2019 и 2020 годов | Пр.    |
| ------ | ------- | -------------------------------------------------------------------------------- | -------------- | --------------- | ----------------------------------------------------------- | ----------------------------------------------------- | ------ |
|        |         | Абдель Фаттах аль-Бурхан Абдуррахман (1960—) араб. عبد الفتاح البرهان عبد الرحمن‎ | 11 ноября 2021 | действующий     | военный                                                     | Переходный военный совет                              | [ 27 ] |
|        |         | Мухаммед Хамдан Дагло (1975—) араб. محمد حمدان دقلو‎                              | 11 ноября 2021 | 19 мая 2023     | военный                                                     | Переходный военный совет                              | [ 27 ] |
|        |         | Яссер Абдуррахман Хасан аль-Ата (?—) араб. ياسر عبد الرحمن حسن العطا‎             | 11 ноября 2021 | действующий     | военный                                                     | Переходный военный совет                              | [ 27 ] |
|        |         | Шамс аль-Дин Кабаши (1961—) араб. شمس الدين كباشي‎                                | 11 ноября 2021 | действующий     | военный                                                     | Переходный военный совет                              | [ 27 ] |
|        |         | Ибрагим Джабир Карим (?—) араб. إبراهيم جابر كريم‎                                | 11 ноября 2021 | действующий     | военный                                                     | Переходный военный совет                              | [ 27 ] |
|        |         | Абу аль-Касим Бартом (1965—) араб. برطوم‎                                         | 11 ноября 2021 | 5 июля 2022     | беспартийный                                                | Силы за свободу и перемены                            | [ 27 ] |
|        |         | Сальма Абдул Джаббар аль-Мубарак Муса (?—) араб. سلمى عبد الجبار المبارك موسى‎    | 11 ноября 2021 | 5 июля 2022     | беспартийный                                                | Силы за свободу и перемены                            | [ 27 ] |
|        |         | Юсуф Гад Карим (?—) араб. يوسف جاد كريم‎                                          | 11 ноября 2021 | 5 июля 2022     | беспартийный                                                | Силы за свободу и перемены                            | [ 27 ] |
|        |         | Абдул Баки Абдул Кадир эз-Зубайр (?—) араб. عبد الباقى عبد القادر الزبير‎         | 11 ноября 2021 | 31 декабря 2021 | беспартийный                                                | Силы за свободу и перемены                            | [ 27 ] |
|        |         | Раджа Никола Иса Абдель Масих (1957—) араб. رجاء نيقولا عيسى عبد المسيح‎          | 11 ноября 2021 | 5 июля 2022     | беспартийный                                                | Переходный военный совет / Силы за свободу и перемены | [ 27 ] |
|        |         | Малик Агар (?—) араб. مالك عقار‎                                                  | 11 ноября 2021 | действующий     | Народно-освободительное движение Судана — Север (Агар)      | Революционный фронт                                   | [ 27 ] |
|        |         | Аль-Хади Идрис Яхья (?—) араб. الهادي أدريس يحيى‎                                 | 11 ноября 2021 | 3 ноября 2023   | Освободительное движение Судана — Переходный совет          | Революционный фронт                                   | [ 27 ] |
|        |         | Аль-Тахер Абу Бакр Хаджар (?—) араб. الطاهر أبو بكر حجر‎                          | 11 ноября 2021 | 20 ноября 2023  | Освободительное движение Судана за справедливость — Карбино | Революционный фронт                                   | [ 27 ] |